# Compresseur axial

Animation d'un compresseur axial. Les stators sont de couleur sombre.

Le compresseur axial est un type de compresseur dynamique dont le flux gazeux, de plus en plus comprimé, suit l'axe de rotation et dont le fluide de sortie a un mouvement axial. Le compresseur axial génère un flux continu de gaz comprimé et présente l'avantage de produire de gros débits de fluide avec un  bon rendement spécifique, tout en conservant une surface réduite en façade. Il est nécessaire d'avoir plusieurs étages de compression pour obtenir des pressions équivalentes à ceux d'un compresseur centrifuge; ce qui les rends plus complexes et coûteux à fabriquer,.

## Description
Un compresseur axial est composé d'éléments en rotation et d'éléments statiques :
1. l'arbre central, guidé par des paliers et une butée, est composé d'anneaux composés eux-mêmes d'aubes rotoriques et statoriques. L'ensemble est un montage alternant des rotors et des stators. On appelle « étage » un disque de rotor suivi d'un disque de stator ;
2. l'étage rotorique accélère l'écoulement du fluide grâce à l'énergie transmise par l'arbre de transmission ;
3. l'étage statorique transforme l'énergie cinétique en pression en fonction de la forme du stator ;
4. la section entre le rotor et le carter du compresseur diminue[a] pour maintenir un flux de fluide constant au fur et à mesure de la compression, et conserver le flux dans le sens axial du moteur.

### Diagramme des vitesses

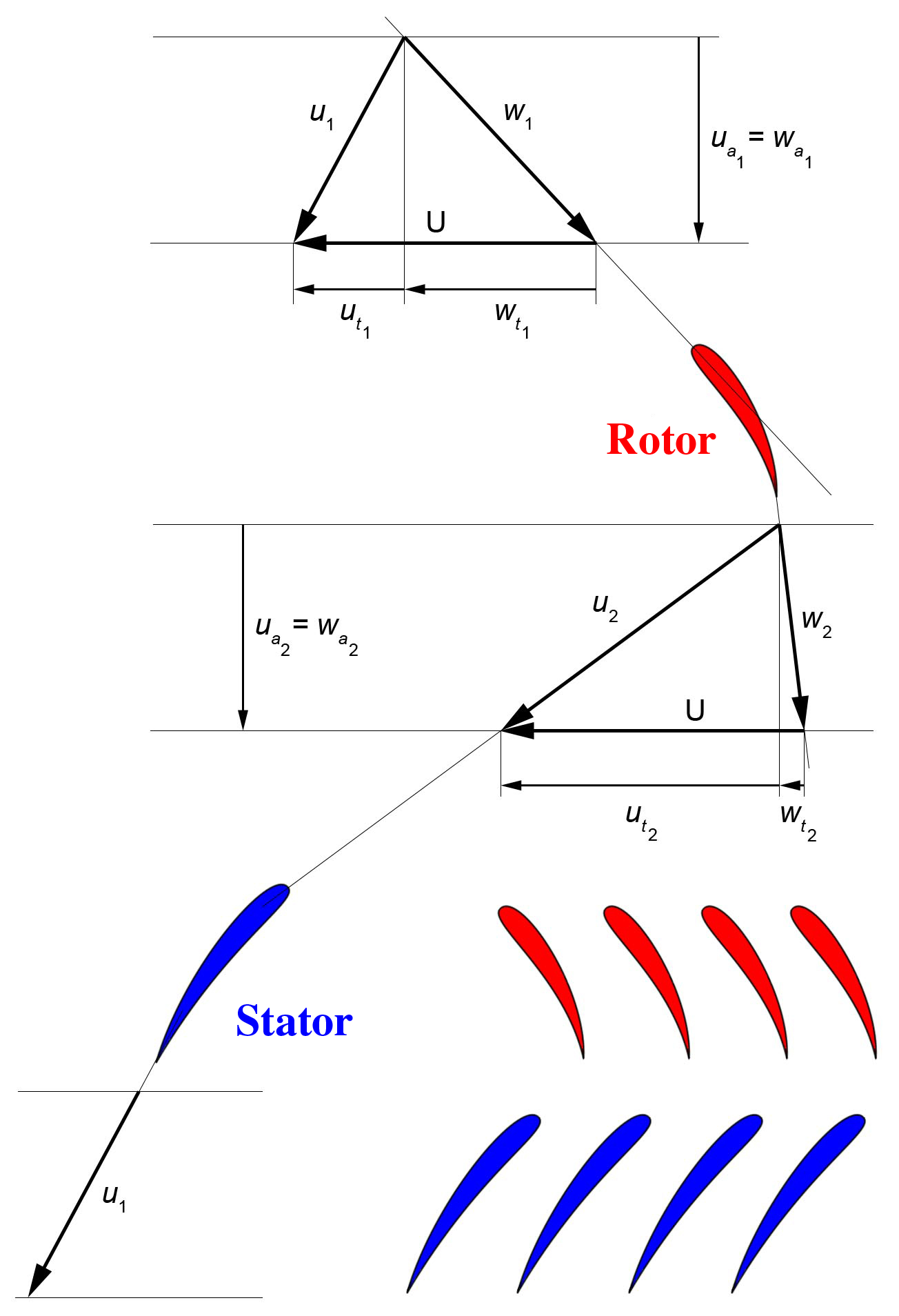
Diagramme des vitesses.

L'image ci-contre décrit le diagramme des vitesses entre le rotor et le stator :
- U : vitesse de rotation du rotor ;
- Ua1 : vitesse axiale de la vapeur à l'entrée du rotor (sortie aube d'entrée ou précédent stator) ;
- Ua2 : vitesse axiale de la vapeur à la sortie du rotor ;
- W1 : vitesse relative d'entrée de la vapeur dans le rotor (référentiel du rotor) ;
- W2 : vitesse relative de la vapeur dans le stator (référentiel du rotor) ;
- U2 : vitesse absolue en sortie du rotor ;
- U1 : vitesse absolue en sortie du stator.

## Conception

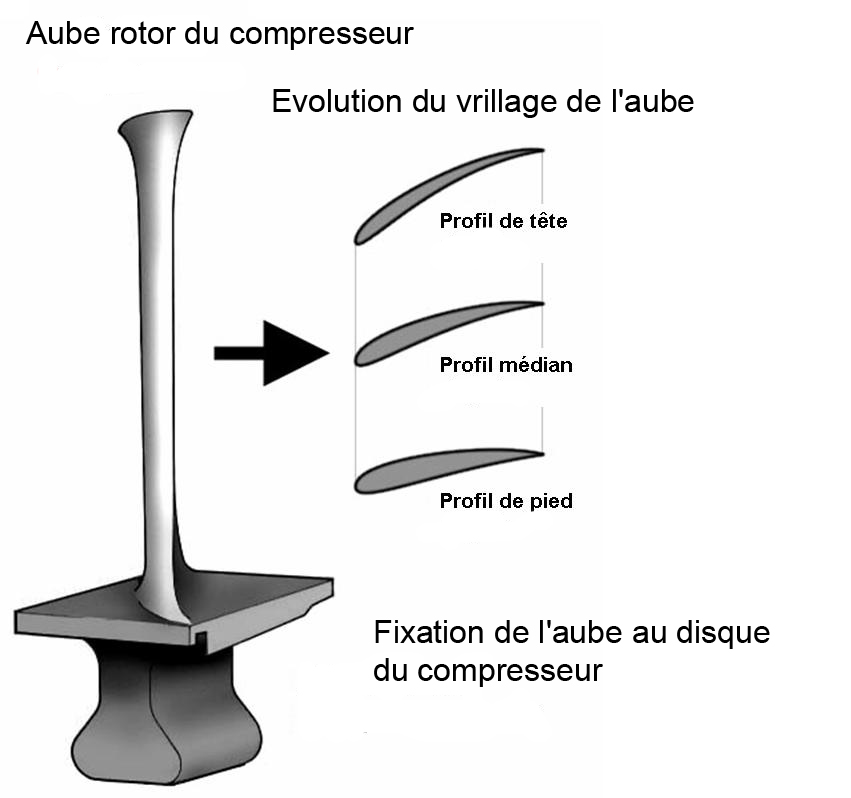
Description des différentes parties d'une aube d'un rotor.

Le rapport de compression d'un étage unique est limité par la vitesse relative entre le rotor et le fluide, et la géométrie des aubes. L'étage d'un compresseur d'un moteur civil donne des valeurs comprises entre 1,15 et 1,6 en condition optimale d'utilisation. Pour augmenter ces valeurs, on augmente le nombre d'étages du compresseur axial et la vitesse de rotation. Le profil des aubes est optimisé pour respecter le domaine d'utilisation de l'étage du compresseur. Un taux de compression par étage plus élevé est possible si la vitesse relative entre le fluide et les rotors est supersonique. Cependant, ceci est réalisé aux dépens de l'efficacité et de l'utilisation. De tels compresseurs, avec des rapports de pression de 2 par étage, ne sont utilisés que pour minimiser la taille du compresseur, le poids ou la complexité. C'est pourquoi ces technologies sont réservées aux avions militaires.
Bien que des compresseurs puissent fonctionner sous des régimes différents d'écoulement (vitesse de rotation, taux de compression...), cela a pour conséquence de pénaliser son rendement, voire de provoquer un arrêt de fonctionnement. L'arrêt de fonctionnement est provoqué par le décrochage aérodynamique du fluide sur le rotor et provoque l'apparition d'un bouchon aérodynamique appelé pompage. Le pompage est un phénomène dangereux pour le compresseur car il peut provoquer la rupture d'aubes.

Les turboréacteurs modernes utilisent une série de compresseurs tournant à des vitesses différentes (montage simple ou double corps) pour obtenir un taux de compression de 40 pour alimenter la chambre de combustion.
lien video fonctionnement

## Développement
Les premiers compresseurs axiaux offraient des rendements faibles, et de nombreux articles disaient qu'il serait impossible de voyager avec un avion équipé d'un réacteur. Cela changea lorsque Alan Arnold Griffith publia l'article Théorie aérodynamique pour la conception d'une turbine (An Aerodynamic Theory of Turbine Design) en 1926, notant que le mauvais rendement des compresseurs venait de la géométrie plate des aubes, qui provoquait un décrochage aérodynamique (pompage). Il prouva qu'avec l'utilisation d'aubes profilées, le rendement augmentait, au point de constater que le voyage par avion équipé d'un réacteur devenait possible.
Il conclut son article avec un diagramme d'un moteur équipé d'une deuxième turbine qui était connectée à une hélice.

Composants du réacteur GE J79.
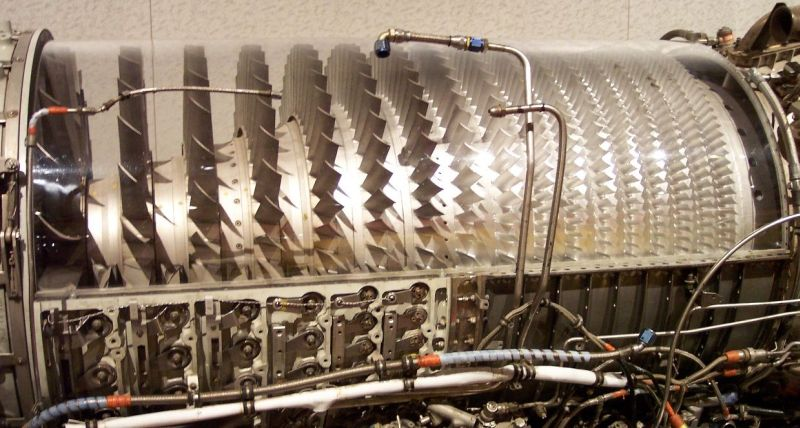
Étage de compression.
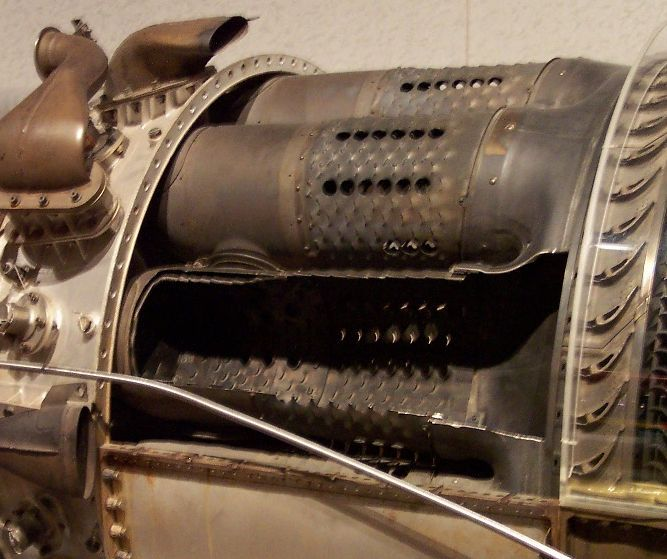
Chambre de combustion.
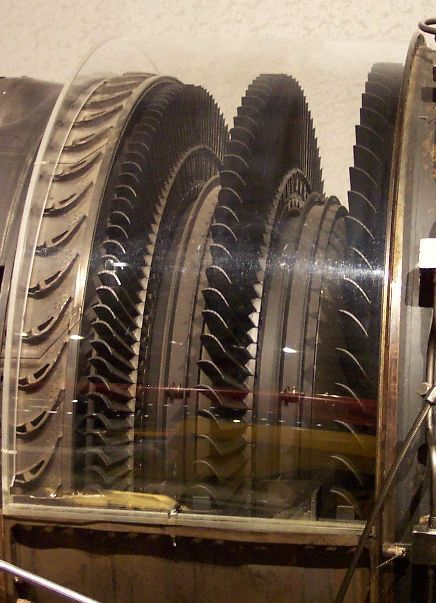
Turbine.

Le fonctionnement du compresseur des moteurs à réaction rencontre différentes conditions d'utilisation :
- au sol :
  - démarrage : vitesse de l'air entrant nulle, variation rapide du régime de rotation du moteur ;
  - roulage : vitesse de l'air entrant nulle ou peu élevée, régime de rotation lente ;
  - au décollage : vitesse d'entrée augmentant, régime de rotation augmentant la vitesse d'entrée compresseur est nulle et varie avec l'avancement de l'avion et le compresseur subit de grandes variations de régimes de vitesse liés avec la puissance demandée ;
- en vol, le régime du compresseur tend à se stabiliser.

## Corps
Tous les compresseurs ont un taux de compression lié à la vitesse de rotation et au nombre d'étages.
Les premiers moteurs ont été conçus simplement. Il a donc été utilisé un grand compresseur (plusieurs étages) simple corps tournant à la même vitesse. L'évolution des moteurs a été l'apport d'une deuxième turbine et la division du compresseur en basse pression et haute pression, ce dernier tournant plus rapidement. Cette conception dite double corps amène une nette amélioration du rendement.